# Hortipes paludigena
Hortipes paludigena är en spindelart som beskrevs av Ledoux och Emerit 1998. Hortipes paludigena ingår i släktet Hortipes och familjen flinkspindlar.
Artens utbredningsområde är Gabon. Inga underarter finns listade i Catalogue of Life.